# Ключи (Орловская область)
Ключи́ — исчезнувший посёлок в Новосильском районе Орловской области.

## География
Располагался на пригорке у истока речки Верещаги. Находился в 1 км от ближайшего посёлка Корьки и в 3 км от административного центра — Прудовского сельского Совета депутатов.

## История
Посёлок образовался в послереволюционное советское время и насчитывал всего 7 домов. Название произошло от многочисленных родничков (ключей), бьющих из-под горы — месте поселения. Основными переселенцами были жители деревни Мужиково. За время существования к посёлку так и не было подведено электричество и организовано водоснабжение. В середине 60-х посёлок перестал существовать.

## Ссылка
- Карта РККА. Орловская, Липецкая и Тульская области. http://www.etomesto.ru/map-rkka_n-37-v/?x=37.178495&y=53.044470 Архивная копия от 4 марта 2016 на Wayback Machine